# Hornillos de Cameros
Hornillos de Cameros est une commune de la communauté autonome de La Rioja, en Espagne.

## Démographie
| 1900 | 1910 | 1920 | 1930 | 1940 | 1950 | 1960 | 1970 | 1981 |
| ---- | ---- | ---- | ---- | ---- | ---- | ---- | ---- | ---- |
| 203  | 180  | 143  | 126  | 124  | 115  | 117  | 34   | 26   |

| 1991 | 2001 | 2010 | - | - | - | - | - | - |
| ---- | ---- | ---- | - | - | - | - | - | - |
| 30   | 18   | 13   | - | - | - | - | - | - |

## Administration

### Conseil municipal
La ville de Hornillos de Cameros comptait 17 habitants aux élections municipales du 26 mai 2019. Son conseil municipal (en espagnol : Pleno del Ayuntamiento) se compose donc de 3 élus.
| Parti | Parti                                    | Voix | %      | Élus  |
| ----- | ---------------------------------------- | ---- | ------ | ----- |
|       | Parti populaire (PP)                     | 14   | 87,5 % | 3 / 3 |
|       | Parti socialiste ouvrier espagnol (PSOE) | 2    | 12,5 % | 0 / 3 |

### Liste des maires
| Mandat    | Maire | Maire                        | Parti |
| --------- | ----- | ---------------------------- | ----- |
| 1979-1983 |       | Javier Puch Rubio            | UCD   |
| 1983-1987 |       | José Miguel Santos Díez      | AP    |
| 1987-1991 |       | José Miguel Santos Díez      | AP    |
| 1991-1995 |       | José Miguel Santos Díez      | PP    |
| 1995-1999 |       | Ricardo Gil González         | PSOE  |
| 1999-2003 |       | Juan José Santos Martínez    | PP    |
| 2003-2007 |       | Juan José Santos Martínez    | PP    |
| 2007-2011 |       | Juan José Santos Martínez    | PP    |
| 2011-2015 |       | Juan José Santos Martínez    | PP    |
| 2015-2019 |       | José Antonio González Cuevas | PP    |
| 2019-2023 |       | Julián del Campo Fernández   | PP    |